# Ова
Ова (яп. 応和 — ова, «досягнення миру») — ненґо, девіз правління імператора Японії з 961 по 964 роки.

## Походження
Взято з класичного твору «Тохаґі» (董巴議): «Птахи, звірі та десятки тисяч істот повинні жити у злагоді і мирі» («鳥獣万物莫不応和»)

## Порівняльна таблиця
| Роки Ова                | 1    | 2    | 3    | 4    |
| Григоріанський календар | 961  | 962  | 963  | 964  |
| Китайський календар     | 辛酉 | 壬戌 | 癸亥 | 甲子 |